# Paphiopedilum glanduliferum
Paphiopedilum glanduliferum 
là một loài lan thuộc Chi Lan hài, Họ Lan. Loài này sinh sống ở tây bắc New Guinea. 

## Hình ảnh

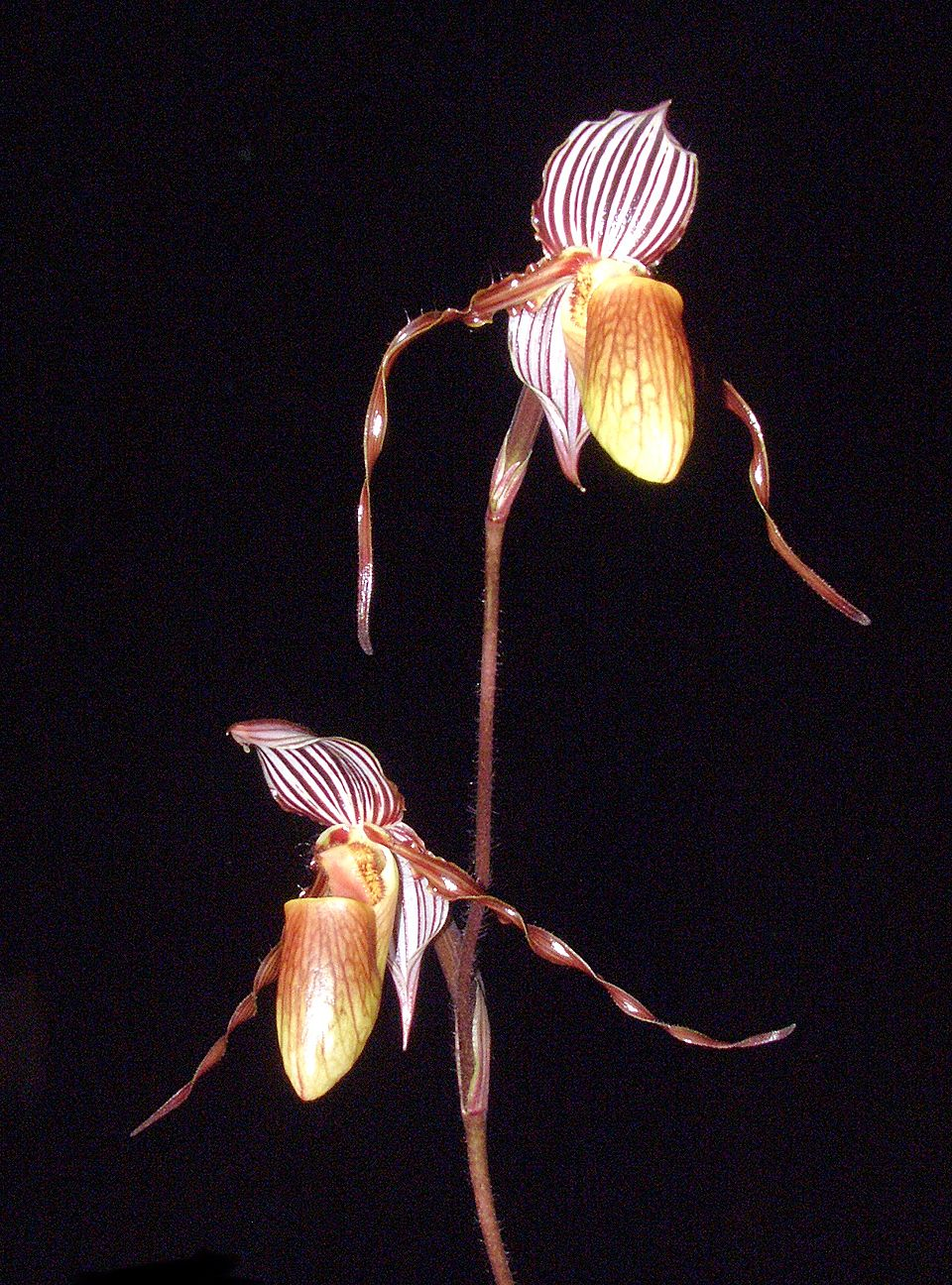
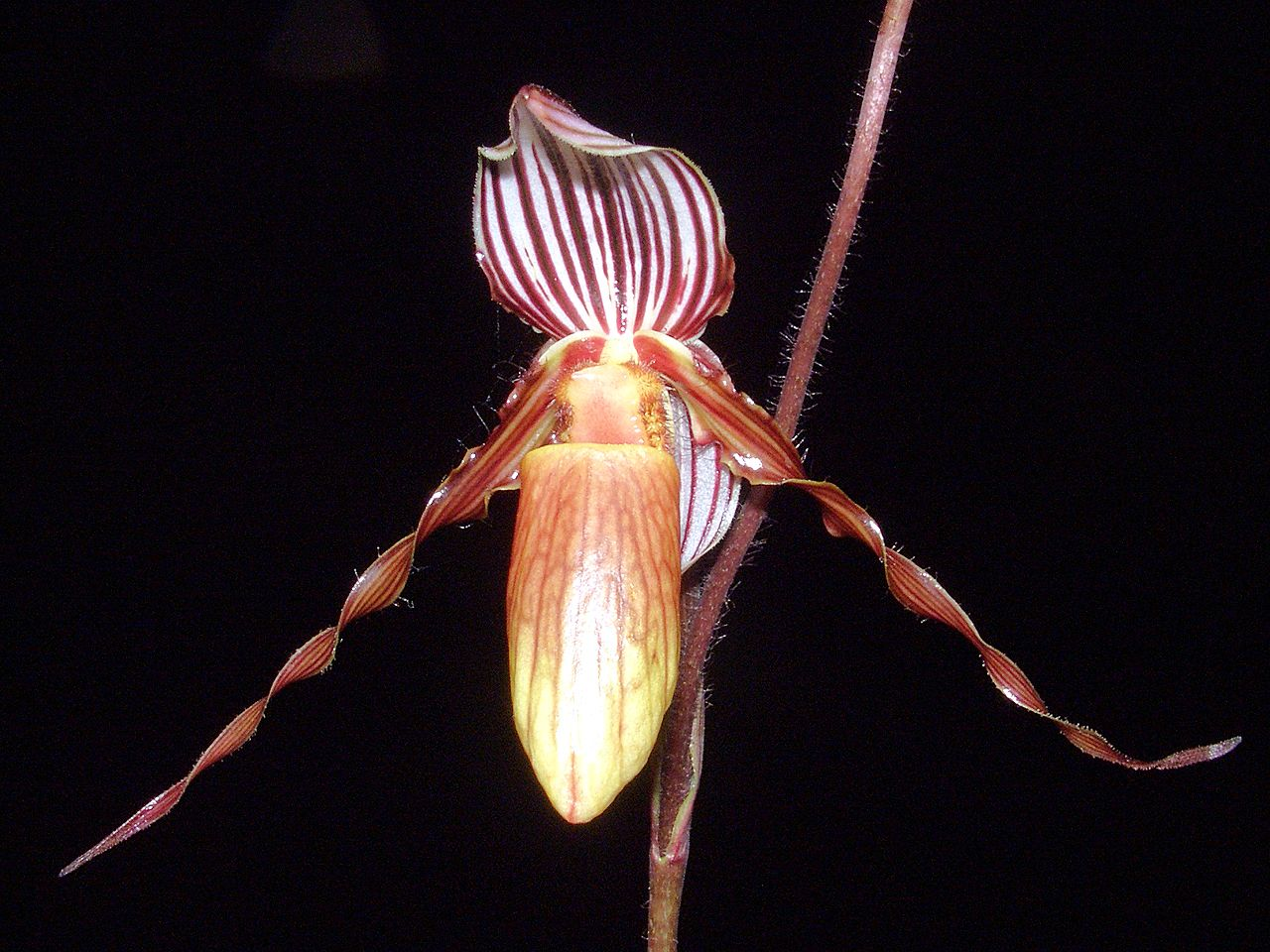
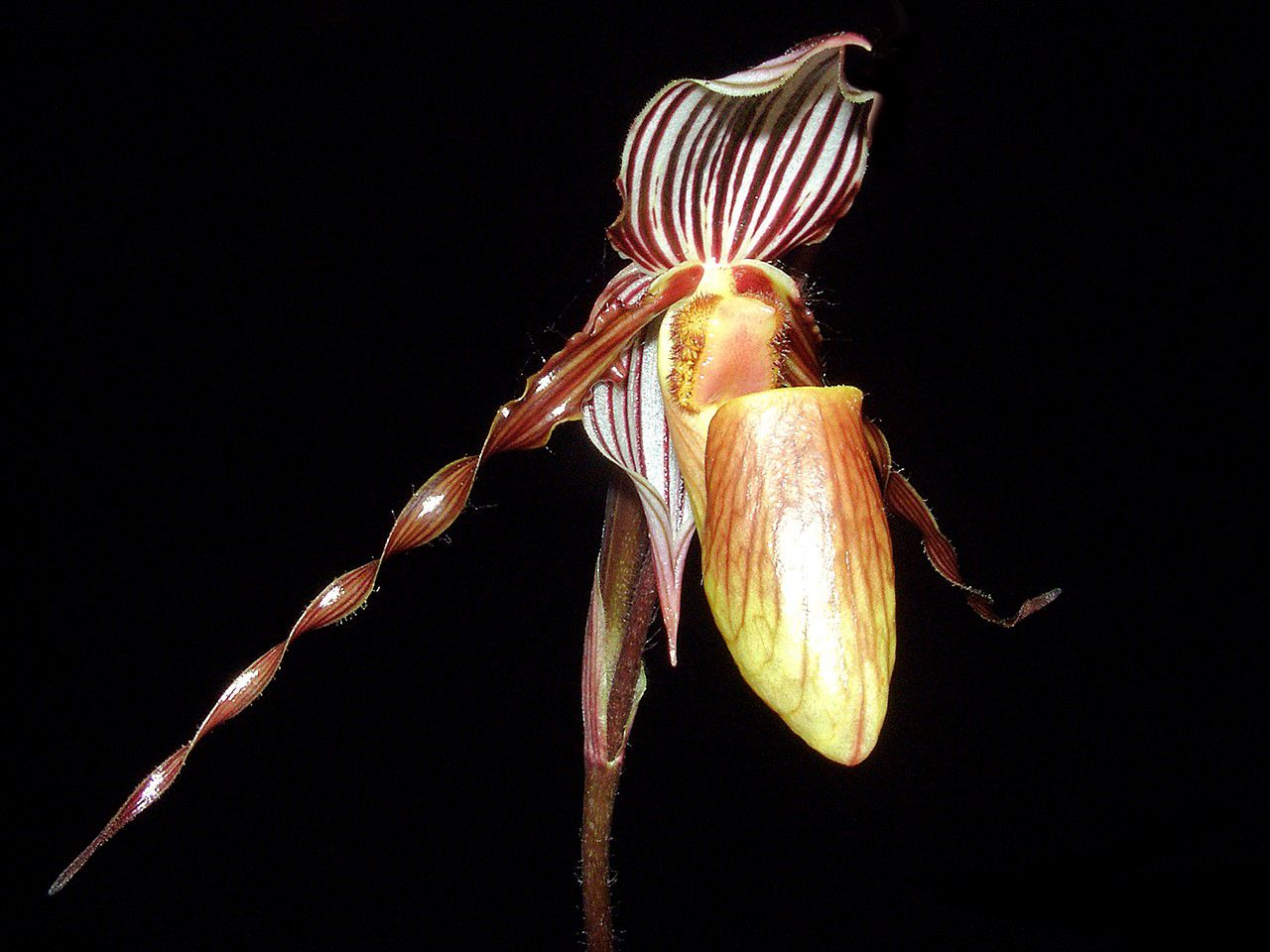